# 시라타니 겐토
시라타니 겐토(일본어: 白谷 建人, 1989년 6월 10일 ~ )는 일본의 전 축구 선수이다.

## 구단 경력
과거 세레소 오사카, 미토 홀리호크, 파지아노 오카야마, 로아소 구마모토, FC 마치다 젤비아에서 활동하였다.